# マカレ (潜水艦)
マカレ (Macallé) はイタリア海軍の潜水艦。アデュア級。
1936年3月1日起工。同年10月29日進水。1937年3月1日竣工。
「マカレ」はイタリア領東アフリカに配備されていた潜水艦の一隻で、イタリアが第二次世界大戦に参戦した1940年6月10日にマッサワからポートスーダン沖へ向けて出撃した。二日後、一人の水兵が力が入らなくなり、また意識も失った。この時は壊れたトイレから有毒ガスが発生したのではと疑われたが、それから中毒患者は増加していった。13日には航海長の体調が悪化し、艦長のMaroneも体が思うように動かなくなった。その後、クロロメタンの漏出が確認された。クロロメタンは搭載するエアコンで使用されていた。
14日朝、灯台を確認したが、ここでミスが発生した。別の場所の灯台と誤認した結果、「マカレ」は航行困難な海域に居ることとなった。6月15日2時35分、「マカレ」はBarr Musa Kebir（またはBar Musa Chebir）という小島で座礁した。離礁は成功しなかったため機密書類が処分されたが、混乱か中毒の影響のため暗号化された信号を送る前に暗号書が破棄されてしまった。乗組員が退避した後、艦は沈没した。
6月15日21時30分、潜水艦に搭載されていたボートに航海長以下3名が乗り島を出発。彼らはTaclaiにたどり着き、そこからマッサワに情報が伝わると潜水艦「Guglielmotti」が急派された。「Guglielmotti」は6月22日12時45分に到着したが、島では17日に死者が一人出ていた。